# Héctor Gióvine
Héctor Giovine (n. Héctor Pedro Giovine; el 29 de julio de 1936 en Buenos Aires, Argentina) es un actor y director de teatro argentino.

## Trabajos

### Cine
- Detrás de la mentira  (1962) - Armando
- Juguemos en el mundo  (1971)
- Más allá del sol (1975)
- Este loco amor loco (1979)
- Amor de otoño (1996)
- Temporal (2001) - Bazán
- Toda la gente sola (2009) - Gerardo

### Televisión
- Simplemente María (Canal 9, 1967) -
- Así en la villa como en el cielo (El Trece, 1971) - Padre Félix
- Una luz en la ciudad (El Trece, 1971) - Claudio
- Así amaban los héroes (El Trece, 1971) - Julián
- Esta mujer es mía (El Trece, 1971) - Aníbal
- Juguemos en el mundo (El Trece, 1971) -
- Malevo (Canal 9, 1972) - Coronda
- Juana rebelde (Canal 9, 1978) - Valentín
- Profesión, ama de casa (Canal 9, 1979) - Federico
- María, María y María (Canal 9, 1980) - Martín
- Un tal Servando Gómez (Canal 9, 1982) -
- Estrellita mía (Telefe, 1987) - Miguel
- La banda del Golden Rocket (1991 - 1993)
- Micaela (Canal 9, 1992) - Miguel
- Por siempre mujercitas (Canal 9, 1995) -
- La ley del amor (Telefe, 2007) - Sergio
- La dueña (Telefe, 2012) - Milton Lacroix
- Historias de corazón (Telefe, 2013) - Antonio Manziarotti
- Arte en cuarentena (Video Internet, 2020) - Él mismo